# Lwowska szkoła matematyczna

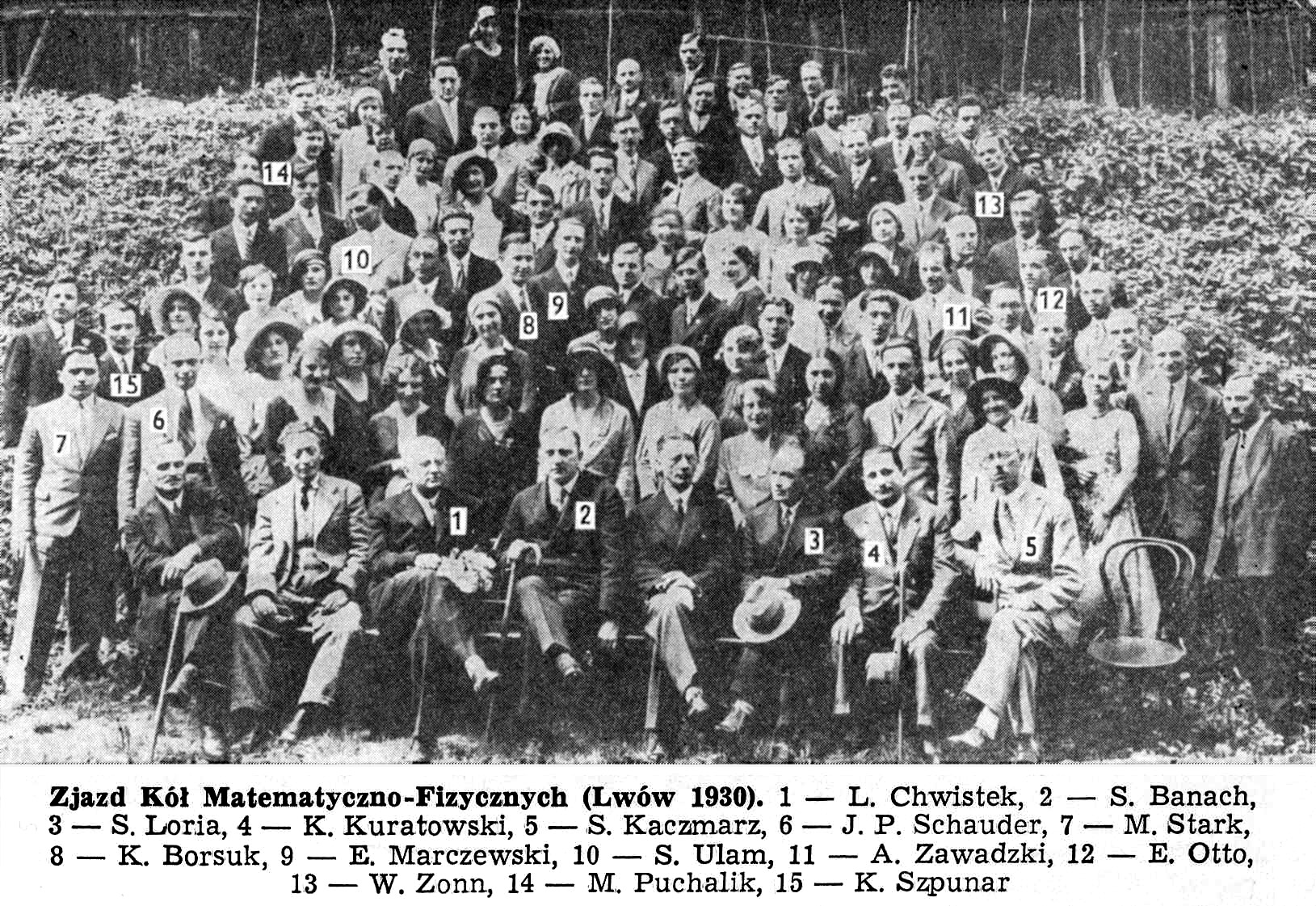
Przedstawiciele lwowskiej szkoły matematycznej, 1930

Lwowska szkoła matematyczna – polska matematyczna szkoła naukowa zaliczana do tzw. polskiej szkoły matematycznej, działająca w dwudziestoleciu międzywojennym we Lwowie, skupiona wokół Stefana Banacha i Hugona Steinhausa; specjalizowała się w analizie funkcjonalnej, wydawała „Studia Mathematica”.
W odróżnieniu od warszawskiej szkoły matematycznej (wydającej czasopismo „Fundamenta Mathematicae”, zajmujące się głównie teorią mnogości, topologią i ich zastosowaniami), z którą są wspólnie zaliczane do polskiej szkoły matematycznej, szkoła lwowska zajmowała się analizą funkcjonalną, nowoczesną dziedziną matematyki powstałą i rozwijaną w XX wieku.

## Historia grupy

### Tło historyczne

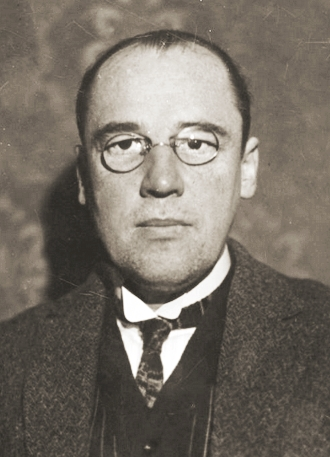
Profesor Wacław Sierpiński – pomysłodawca i założyciel przedwojennej społeczności polskich matematyków we Lwowie

Przed wojną Lwów znajdował się w zaborze austriackim. Polska społeczność akademicka na przełomie XIX i XX wieku miała wielu wybitnych matematyków znanych za granicą, jednak brakowało jej ośrodka, który przyciągałby młodych studentów i umożliwiał im dostęp do sprawnej współpracy i wymiany aktualnej wiedzy z resztą Europy. Społeczność matematyków, która później przekształciła się w szkołę lwowską mogła powstać dzięki wcześniejszym staraniom profesora Wacława Sierpińskiego, który zaczął działania mające przekształcić ówczesny Uniwersytet Jana Kazimierza w taki ośrodek.
Od 1910 roku Sierpiński zaczął prowadzić systematyczne wykłady m.in. z teorii mnogości i innych awangardowych, atrakcyjnych problemów matematyki rozpatrywanych w Europie. Od 1911 roku prowadził seminarium wyższe z matematyki, wokół którego gromadzili się młodzi, ambitni studenci ze Lwowa, a z czasem przyłączali się do niego również doktorzy i badacze wracający do miasta z dyplomami renomowanych uczelni.
Rozwój środowiska matematyków przerwał wybuch I wojny światowej. W wakacje 1914 roku Sierpiński przebywał razem z żoną na wakacjach w carskiej Rosji. W dniu wybuchu wojny jako obywatel Austro-Węgier został internowany i mógł wrócić do kraju dopiero w 1917 roku. Odwiedził Lwów w semestrze letnim 1917/18, jednak przeniósł się na katedrę matematyki w nowo utworzonym Uniwersytecie Warszawskim.
W mieście pozostali jednak wychowankowie Sierpińskiego szukający współpracowników, którzy pomogą im odbudować dawną społeczność.

### Początki w Krakowie

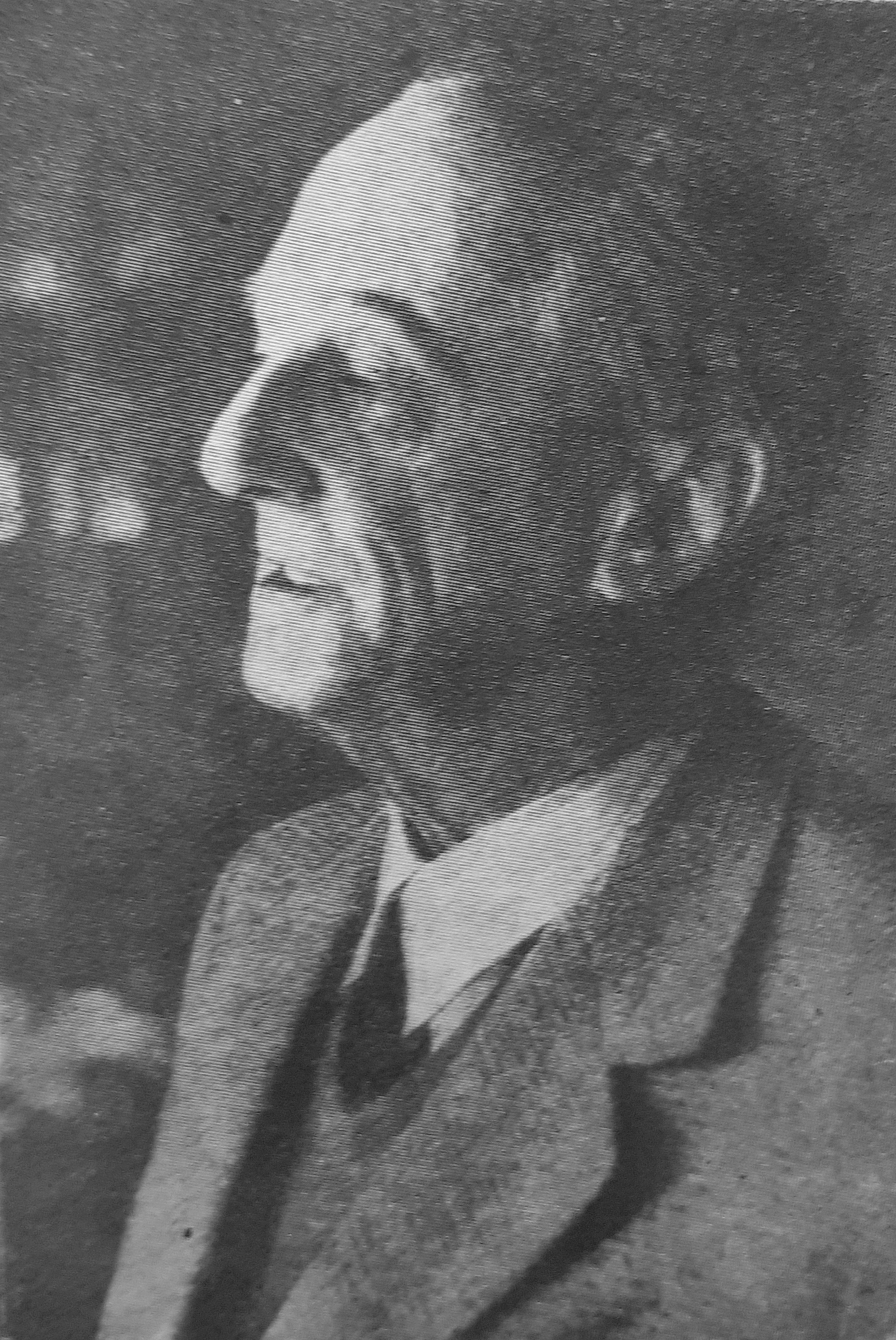
Hugo Steinhaus – założyciel i jeden z głównych uczestników międzywojennej szkoły lwowskiej

W 1916 roku 29-letni doktor matematyki Hugo Steinhaus, pracujący jako urzędnik w Krakowie natknął się na grupę młodszych (20 i 24-letnich) studentów, którzy rozmawiali o zaskakująco awangardowych problemach matematycznych:

Chociaż Kraków był wciąż formalnie twierdzą, można było chodzić wieczorami po plantach. Podczas takiego spaceru usłyszałem słowa: „…miara Lebesgue’a…” – podszedłem do ławki i przedstawiłem się dwóm młodym adeptom matematyki. Powiedzieli mi, że do ich kompanii należy jeszcze Witold Wilkosz, którego bardzo chwalili. Byli to Stefan Banach i Otto Nikodym.

Zaciekawiony aktualnością poruszanych problemów zaprzyjaźnił się z nimi i zaprosił do wspólnego założenia Towarzystwa Matematycznego w Krakowie (które w 1920 roku przekształciło się w Polskie Towarzystwo Matematyczne). Mimo wciąż trwających działań wojennych członkowie Towarzystwa spotykali się regularnie w kawiarniach i wspólnie wymieniali się problemami matematycznymi.
Nieformalny styl spotkań w publicznych kawiarniach, w tłoku i zgiełku, był znakiem rozpoznawczym grupy. Mimo izolacji miasta spowodowanej działaniami wojennymi i braku kontaktu z zagranicznymi uczonymi, grupa pracowała wspólnie nad problemami, które później stanowiły podwaliny dla ich wieloletnich badań. Z czasem dołączyli do nich inni studenci, późniejsi profesorowie: Władysław Ślebodziński, Leon Chwistek i Włodzimierz Stożek.

### Przeprowadzka do Lwowa, wojny i kryzys Uniwersytetu

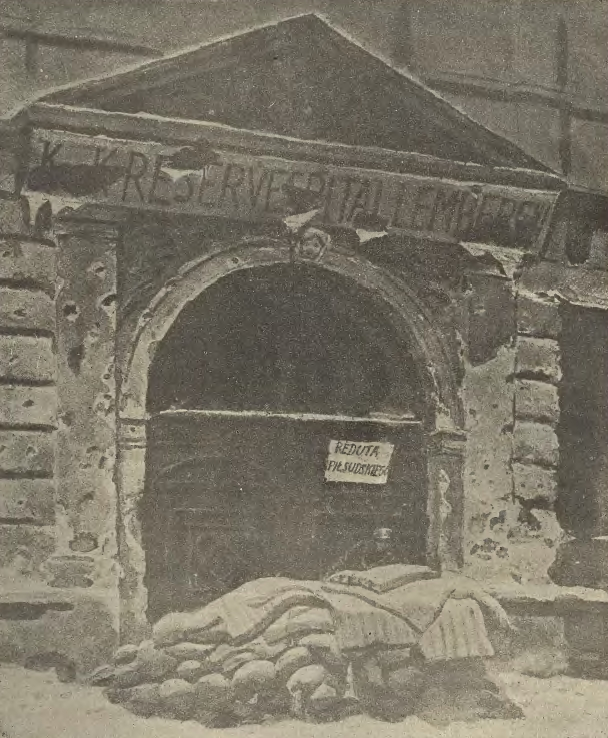
Zniszczenia na ul. Kopernika, kilkaset metrów od gmachu Uniwersytetu Jana Kazimierza

Współpracownicy Sierpińskiego, którzy pozostali we Lwowie: Zygmunt Janiszewski, Antoni Łomnicki i Józef Puzyna w 1917 roku utworzyli Towarzystwo Matematyczne we Lwowie. W marcu tego samego roku Puzyna zaprosił Steinhausa do przeprowadzki i habilitacji doktorskiej. Steinhaus zgodził się i natychmiast po otrzymaniu habilitacji zaczął zapraszać do Lwowa swoich krakowskich przyjaciół.
Matematyka lwowska, przez wojnę i brak Sierpińskiego, została niemal kompletnie zrujnowana. Steinhaus objął posadę docenta na Uniwersytecie Jana Kazimierza w 1917 roku, jednak miał niewielu słuchaczy. Liczył, że studenci wrócą do miasta po wojnie, jednak po jej zakończeniu, wybuchły wojna polsko-ukraińska i wojna polsko-bolszewicka. Pod Lwowem stoczone zostały dwie bitwy w krótkim odstępnie czasu, co spowodowało jeszcze większy kryzys.
Odrodzenie lwowskiej grupy matematyków było na tym etapie niepewne. Niewiele brakowało, a jej czołowy założyciel – Steinhaus – opuściłby Lwów. Steinhaus okazjonalnie wykładał, jednak Uniwersytet nie był w stanie zaproponować mu stałej pensji, toteż z czasem dla przetrwania musiał on szukać zatrudnienia w sektorze prywatnym. W 1920 roku rozważał porzucenie pracy naukowej i wyprowadził się do rodzinnego Jasła, podejmując pracę w zakładzie wiedeńskiej firmy Gartenbard.
Po powrocie z internowania Wacław Sierpiński odwiedził Lwów, ale po zapoznaniu się ze stanem miasta, nie wrócił na swoje stanowisko na Uniwersytecie. Postanowił opuścić Lwów i przeprowadzić się do Warszawy, zabierając wielu swoich asystentów. W tej sytuacji istniała realna obawa, że w mieście zabraknie nauczycieli matematyki. W 1919 roku zmarł Puzyna, a przeniesiony z Kijowa Eustachy Żyliński nie był w stanie sam prowadzić wykładów. W 1920 zmarł także Janiszewski, po śmierci którego w końcu zaproponowano pensję i katedrę Steinhausowi.
Steinhaus wahał się, kiedy został poproszony o pomoc w odbudowaniu placówki, jednak poczuł się zobowiązany swoją niedawną habilitacją. Postanowił porzucić karierę w sektorze prywatnym, powrócić na Uniwersytet i namówić do przeprowadzki i współpracy przyjaciół z krakowskiego środowiska naukowego.

### Nowe pokolenie wykładowców
Aby przywrócić przedwojenną społeczność matematyków, Steinhaus otrzymał katedrę matematyki na Uniwersytecie Jana Kazimierza i postanowił stworzyć dla niej nowy zespół pracowników naukowych.
W 1920 roku, aby zachęcić Banacha do wyprowadzki z Krakowa, wynegocjował dla niego posadę asystenta profesora Łomnickiego na Politechnice Lwowskiej. Banach był ekscentrycznym geniuszem, który mimo wybitnego talentu matematycznego nigdy nie ukończył wyższych studiów, więc po zgodę na jego zatrudnienie Steinhaus musiał udać się do ministra.

Musiał też użyć fortelu, aby zmusić go podstępem do napisania pracy i odbycia egzaminu doktorskiego. 
Do Uniwersytetu Jana Kazimierza i Politechniki Lwowskiej przyjechali z czasem także inni dawni członkowie krakowskiego Towarzystwa, m.in.:
- Włodzimierz Stożek (w 1921)
- Leon Chwistek (w 1930)

### Złote lata szkoły lwowskiej

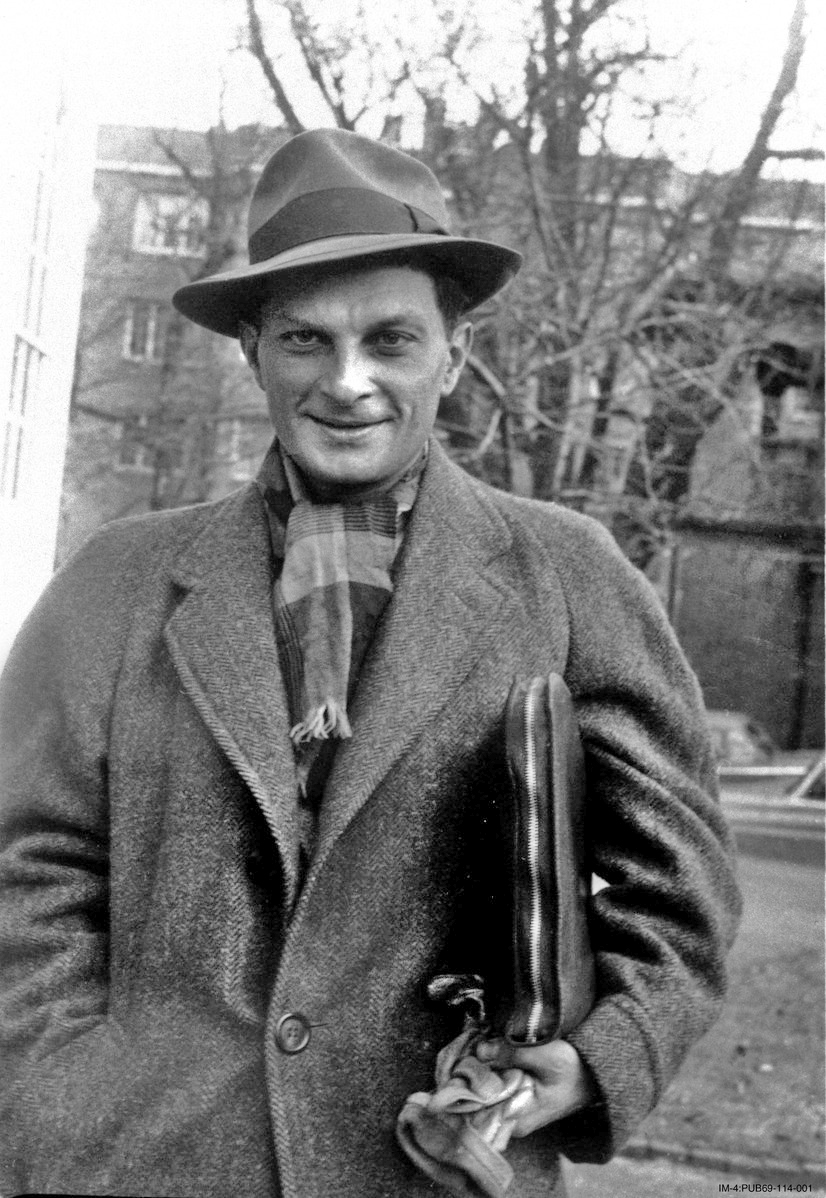
Stanisław Ulam w Los Alamos w trakcie pracy nad Projektem Manhattan

Z czasem pierwsze pokolenie studentów wyszkolonych na lwowskich uniwersytetach obroniło prace doktorskie i rozpoczęło światowe kariery naukowe lub dołączyło do kadry nauczycielskiej. Do takich uczniów należeli m.in.:
- Stefan Banach (1920, habilitacja w 1922)
- Stefan Kaczmarz (1924, habilitacja 1929)
- Juliusz Paweł Schauder (1924)
- Sara Weinlös (1927)
- Władysław Orlicz (1928, habilitacja w 1934)
- Zygmunt Wilhelm Birnbaum (1929)
- Herman Auerbach (1930, habilitacja w 1935, profesura w 1936)
- Stanisław Mazur (1932, habilitacja w 1936)
- Stanisław Ulam (1933)
- Józef Schreier (1934)
- Edward Otto (1936, na Politechnice)
- Mark Kac (1937)
- Władysław Hetper (1937, doktorat z logiki)
- Leon Chwistek (doktor UJ, 1938 profesura UJK)
- Meier Eidelheit (1938)
- Józef Pepis (1938)

Okres międzywojenny był złotym wiekiem szkoły lwowskiej. Z wybranych wydarzeń:
- 1927 – we Lwowie odbył się I Zjazd Matematyków Polskich, w którym wzięło udział 200 uczonych z kraju i zagranicy
- 1929 – Banach i Steinhaus rozpoczęli wydawanie czasopisma Studia Mathematica poświęconego analizie funkcjonalnej
- 1931 – Banach opublikował pracę Teoria operacji. Tom I: Operacje liniowe, dzieło, które przyniosło mu światową sławę
- 1932 – ukazał się pierwszy tom serii Monografie matematyczne
- 1935 – Ulam dostał zaproszenie od uniwersytetu Princeton
- 1936 – Ulam dostał trzyletnie stypendium Society of Fellows na uniwersytecie Harvarda
- 1937 – John von Neumann zaoferował Banachowi czek z jedynką i dowolną liczbą zer, który dostanie, jeśli zgodzi się na wyjazd do USA, lecz Banach odmówił opuszczenia Lwowa
- 1938 – doktorat honoris causa z inicjatywy Banacha i Steinhausa otrzymał Henri Lebesgue
- 1938 – Hugo Steinhaus wydał Kalejdoskop matematyczny
- 1939 – Banach został prezesem Polskiego Towarzystwa Matematycznego

Jako dowód wpływu szkoły lwowskiej na matematykę światową może posłużyć monografia Development of Mathematics, 1900–1950, która wymienia dla każdego roku w okresie 1900–1950 najważniejsze osiągnięcia światowej matematyki. W okresie 1922–1938 znajduje się 19 osiągnięć matematyków lwowskich (Banach ma 6, Steinhaus – 4, z czego jedno wspólne z Banachem, Schauder – 5, w tym trzy wspólne z innymi).

### II wojna światowa i sowiecka okupacja

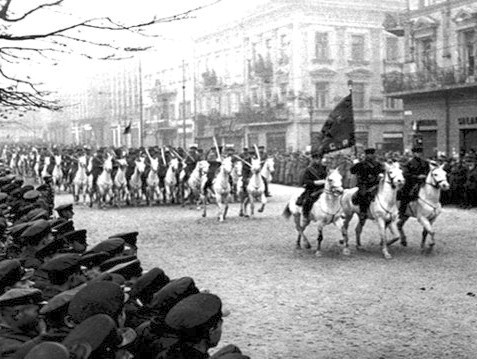
Defilada sowieckiej kawalerii po zdobyciu Lwowa w 1939

W sierpniu 1939 roku Stanisław Ulam wypłynął do USA na kolejny rok pracy na uniwersytecie, przekonany, że po 10 miesiącach ponownie wróci do Lwowa na wakacje, nie spodziewając się, że widzi miasto po raz ostatni w swoim życiu.
1 września 1939 roku wybuchła II wojna światowa. Rok akademicki zaczynał się 1 października, więc wielu badaczy było wówczas na wakacjach, w różnych sanatoriach i uzdrowiskach. Banacha wojna zastała w Worochcie. Steinhaus z rodziną był w Jaremczu, skąd próbował przedostać się na Węgry, jednak został cofnięty przez oficera, który poinformował o ich sojuszu z III Rzeszą.
Lwów we wrześniu 1939 roku wypełnił się uchodźcami z terenów okupowanych przez Niemców. Wehrmacht podszedł pod miasto 12 września i zaczął oblężenie, do którego 19 września przyłączyła się od wschodu Armia Czerwona. Lwów skapitulował 22 września.
Teren Lwowa został przyłączony do Ukraińskiej SSR. Sowieci zamknęli Uniwersytet Jana Kazimierza, uruchamiając w jego miejscu ukraiński Uniwersytet im. Iwana Franki. Wykłady wznowiono 15 stycznia 1940 roku, a profesorowie mogli nadal wykładać. Pozwolono im nawet wydać ostatni numer Studia Mathematica na podstawie materiałów przygotowanych przed wojną.
Ukraiński język obowiązywał na wykładach, które służyły do celów ideologicznych i propagandowych, natomiast polski był wykorzystywany na wykładach poświęconych naukom ścisłym. Budziło to dużą niechęć Ukraińców we Lwowie, którzy liczyli na szybkie unarodowienie szkolnictwa wyższego na wzór uniwersytetów na Litwie.
Okupacji sowieckiej nie przeżyli dwaj ważni matematycy lwowscy:
- Władysław Hetper, który zmarł w sowieckim łagrze w 1940[18];
- Stefan Kaczmarz, który jako oficer wojska polskiego został wzięty do niewoli i zginął w niewyjaśnionych okolicznościach prawdopodobnie już w 1939 roku (długo przypuszczano, że zginął w Katyniu[19], jednak jego nazwisko nie pojawia się ani na liście oficerów w Kozielsku[20], ani na liście ofiar Katynia[21] ani na żadnej innej liście[22][23][24], więc przypuszcza się, że zginął już w czasie kampanii wrześniowej)[18].

### Okupacja niemiecka i zagłada szkoły

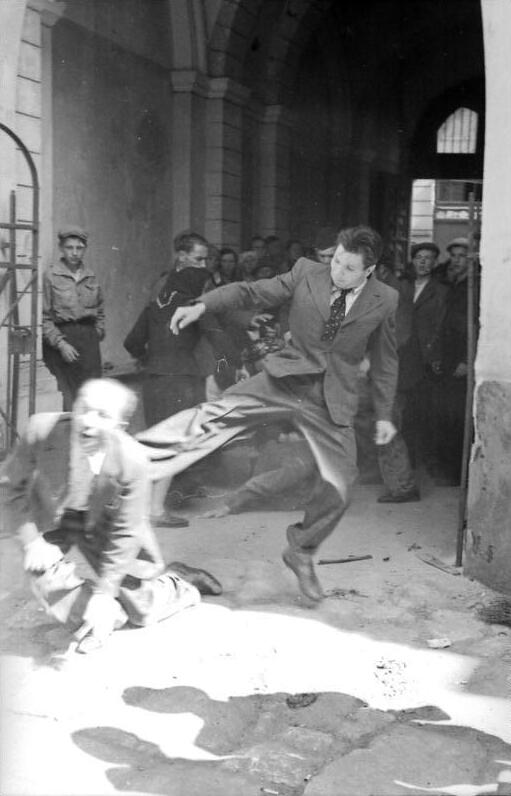
Mężczyzna znęcający się nad Żydem podczas pogromów lwowskich

O wiele bardziej wyniszczająca była dla środowiska akademickiego okupacja niemiecka. Niemcy weszli do Lwowa 30 czerwca 1941 roku i natychmiast przystąpili do czystek etnicznych i masowych mordów wycelowanych w polską inteligencję, w których zginęło trzy tysiące Polaków, w tym dwustu studentów Uniwersytetu Jana Kazimierza.
W trakcie okupacji niemieckiej zostali zamordowani lub zginęli następujący członkowie szkoły:
- Kilkunastu profesorów rozstrzelanych na Wzgórzach Wuleckich w nocy z 3 na 4 lipca 1941 roku, wśród których byli:
  - Antoni Łomnicki[25]
  - Włodzimierz Stożek z dwoma synami[25]
- Stanisław Ruziewicz rozstrzelany na Wzgórzach Wuleckich 11 lipca[25]
- Kazimierz Bartel, rozstrzelany 26 lipca 1941 roku (najprawdopodobniej za odmowę kolaboracji)[25]
- zastrzeleni w getcie lwowskim:
  - Juliusz Paweł Schauder[25]
  - Herman Auerbach[25]
- zamordowani w Warszawie:
  - Stanisław Saks[25] (przedstawiciel warszawskiej szkoły matematycznej; do Lwowa przybył jesienią 1939 r. jako żołnierz oddziałów Wojska Polskiego, ewakuujących się przed Niemcami; po zajęciu miasta przez Niemcy w 1941 r. powrócił do Warszawy[26])
  - Marian Mojżesz Jacob[25]
- Józef Pepis, zaginął w 1941[25]
- Sala Weinlös, zaginęła w 1941[25]
- Jan Hercberg, zaginął w 1941[25]
- Ludwik Sternbach, zaginął w 1942[25]
- Menachem Wojdysławski zaginął w 1942[25]
- Meier Eidelheit, zamordowany przez Niemców w 1943[25]

Szacuje się, że w czasie niemieckiej okupacji zginęło około 160 tysięcy mieszkańców Lwowa.
Hugo Steinhaus ze względu na swoje żydowskie pochodzenie spalił wszystkie swoje dokumenty i uciekł ze swojego mieszkania 4 lipca 1941 roku, a następnie ukrywał się wraz z żoną u profesora Benedykta Fulińskiego do listopada 1941 roku. Potem oboje uciekli do Osiczyny, a w lipcu 1942 roku do Berdechowa koło Stróży.

### Karmiciele wszy

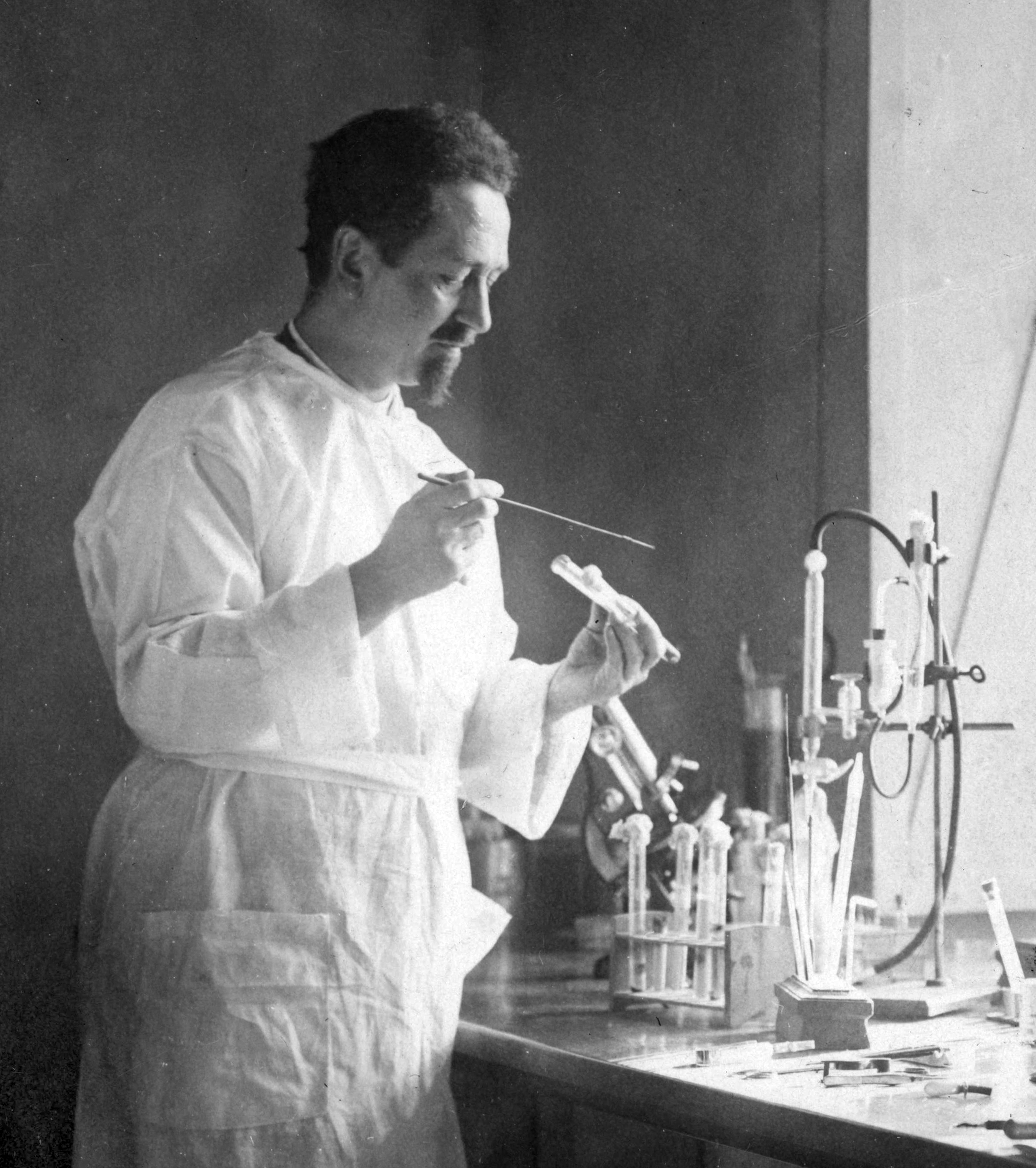
Rudolf Weigl – naukowiec, który ukrywał lwowskich profesorów przed śmiercią

Wykładowcy, którym nie udało się uciec, musieli ukrywać swoją tożsamość. Z pomocą przyszedł im profesor Rudolf Stefan Weigl, który pracował w Instytucie Badań nad Tyfusem Plamistym.
Ponieważ studia nad szczepionką na tyfus były niezwykle ważne dla Wehrmachtu, Weigl dostał dużą wolność w metodach badań. Hodował wszy zarażone chorobą i potrzebował więźniów i płatnych pracowników, na skórze których jego wszy mogły być karmione.
Pracę tę proponował ukrytym pod zmyślonymi tożsamościami lwowskim profesorom, studentom i wielu innym polskim intelektualistom. Na osobach chronionych przez Weigla karmione były jedynie zdrowe wszy, które nie roznosiły śmiertelnej choroby. Niemcy, bojąc się tyfusu, nie wnikali w szczegóły przeprowadzanych przez niego eksperymentów, a strach przed zarażeniem powodował, że unikali kontaktu z karmicielami. Dzięki temu śmierci przez dwa lata okupacji uniknęli:
- Stefan Banach[25]
- Władysław Orlicz[25]
- Jerzy Albrycht[25]
- Feliks Barański[25]
- Bronisław Knaster[25]

### Okres powojenny

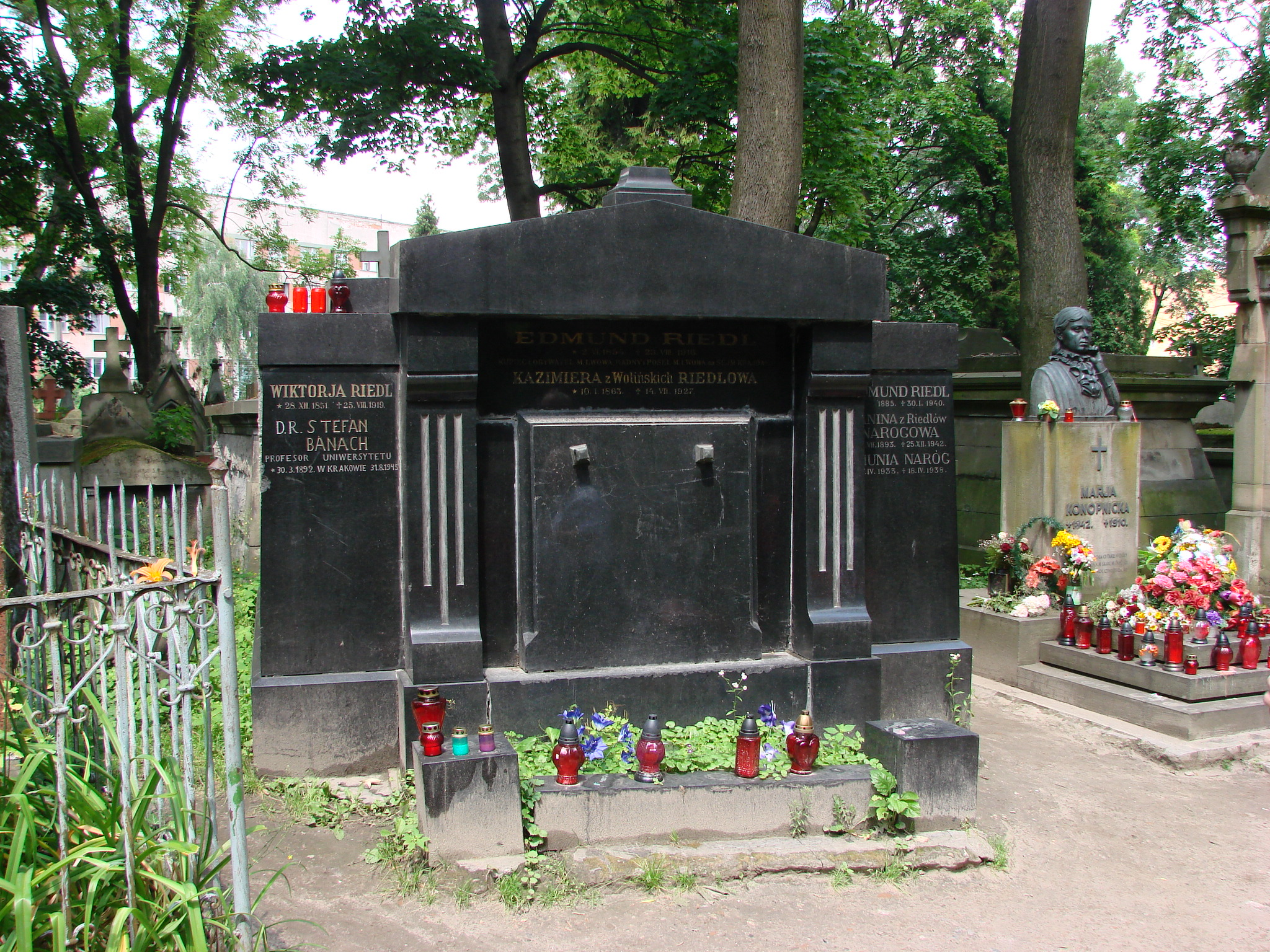
Grób Stefana Banacha na Cmentarzu Łyczakowskim we Lwowie

W 1943 roku na konferencji w Teheranie nowa linia graniczna zostawiła Lwów w granicach ZSRR. Wojska podeszły pod miasto 22 lipca 1944 roku i odbiły je 27 lipca przy sporym udziale Armii Krajowej. Po zajęciu Lwowa przez Armię Czerwoną, miasto było w dużym stopniu zniszczone. Ludność Lwowa spadła poniżej 150 tysięcy mieszkańców.
Mimo strat wojennych Polacy nadal stanowili najliczniejszą grupę wykładowców i 80% studentów.
W 1944 roku została zawarta tajna umowa graniczna z PKWN, która zakładała masowe, przymusowe przesiedlenie ludności polskiej z Ukrainy na Ziemie Odzyskane.
W związku z tym, większość członków szkoły rozjechała się po kraju i zasiliła inne ośrodki naukowe:
- Hugo Steinhaus przeniósł się do Wrocławia[27],
- Stanisław Mazur do Warszawy[27],
- Stefan Banach z powodu zdiagnozowanego w styczniu 1945 roku raka płuc nie zdążył przenieść się do Krakowa na przygotowaną dla niego katedrę na Uniwersytecie Jagiellońskim i zmarł we Lwowie w sierpniu 1945[17][27].

## Dziedzictwo szkoły

### Analiza funkcjonalna
Szkoła lwowska zasłynęła na świecie ze swojego wkładu w dział analizy funkcjonalnej. Pracę nad tym działem matematyki Stefan Banach rozpoczął w czasie przygotowywania swojej rozprawy doktorskiej w 1920 roku.
Analiza matematyczna zajmuje się badaniem własności przestrzeni funkcyjnych. Banach postulował, aby do badania przestrzeni funkcyjnych wykorzystać narzędzia opracowane na potrzeby geometrii. W swojej pracy doktorskiej Banach opracował aksjomaty, które pozwoliły określić ogólną przestrzeń abstrakcyjną, obejmującą kilkanaście znanych wówczas szczególnych przestrzeni funkcyjnych. Efektem tej pracy było opracowanie podstawowego obiektu badań analizy funkcjonalnej, który sam Banach nazywał Przestrzeniami typu (B), ale na jego cześć utrwaliła się nazwa przestrzenie Banacha.
Na cześć matematyków lwowskich nazwane zostały m.in: przestrzeń Banacha i baza Schaudera.

### Teoria miary, teoria prawdopodobieństwa
Hugo Steinhaus wywarł znaczący wpływ na wytworzenie aksjomatów teorii miary i prawdopodobieństwa. Badania nad tymi dziedzinami matematyki zaczął w 1920, kiedy badał dozwolone zbiory odległości między punktami zbiorów miary dodatniej.
W 1923 roku Łomnicki i Steinhaus w Fundamenta Mathematicae opublikowali prace, w których próbowali ugruntować teorię prawdopodobieństwa na teorii miary. Myśleli oni o prawdopodobieństwie nowocześnie, stosując swoje metody pracy ze zmiennymi losowymi np. w czasie badania szeregów losowych Taylora. Nadal jednak nie udało im się stworzyć jednoznacznej definicji zdarzenia losowego, co uniemożliwiło wyprowadzenie spójnej aksjomatyki.
Swój wkład w próbę zmatematyzowania teorii prawdopodobieństwa wniósł w 1932 roku Ulam, który skonstruował razem z Łomnickim miarę produktową w przestrzeniach abstrakcyjnych.
Prace te cytował i wykorzystał w 1933 roku rosyjski matematyk Andriej Kołmogorow, który stworzył współcześnie istniejącą teorię prawdopodobieństwa opartą na tzw. aksjomatach Kołmogorowa.

### Instytucje założone przez członków szkoły
- Polskie Towarzystwo Matematyczne[6]

### Czasopisma naukowe założone lub aktywnie rozwijane przez członków szkoły
- Studia Mathematica[13]
- Fundamenta Mathematicae[13]

### Nagrody nazwane na cześć członków szkoły
- Medal im. Stefana Banacha[30]
- Nagroda im. Stefana Banacha[31]
- Międzynarodowa Nagroda im. Stefana Banacha[32]
- Nagroda im. Profesora Hugona Steinhausa[33]

### Wybrane pojęcia nazwane na cześć członków szkoły
- Baza Schaudera
- Longimetr Steinhausa
- Przestrzeń Banacha
- Paradoks Banacha-Tarskiego
- Notacja Steinhausa-Mosera
- Twierdzenie Mazura-Ulama
- Spirala Ulama

## Kultura lwowskich matematyków
Poza samymi dokonaniami naukowymi, lwowska szkoła znana jest ze specyficznej atmosfery, która wprawiała w zdziwienie osoby z innych środowisk naukowych. Nauka była uprawiana nie tylko na uniwersytecie, ale też w kawiarniach, parkach i innych miejscach publicznych, często tłocznych i głośnych – niepasujących do wyobrażeń o tym sposobie pracy.

### Kawiarnia Szkocka

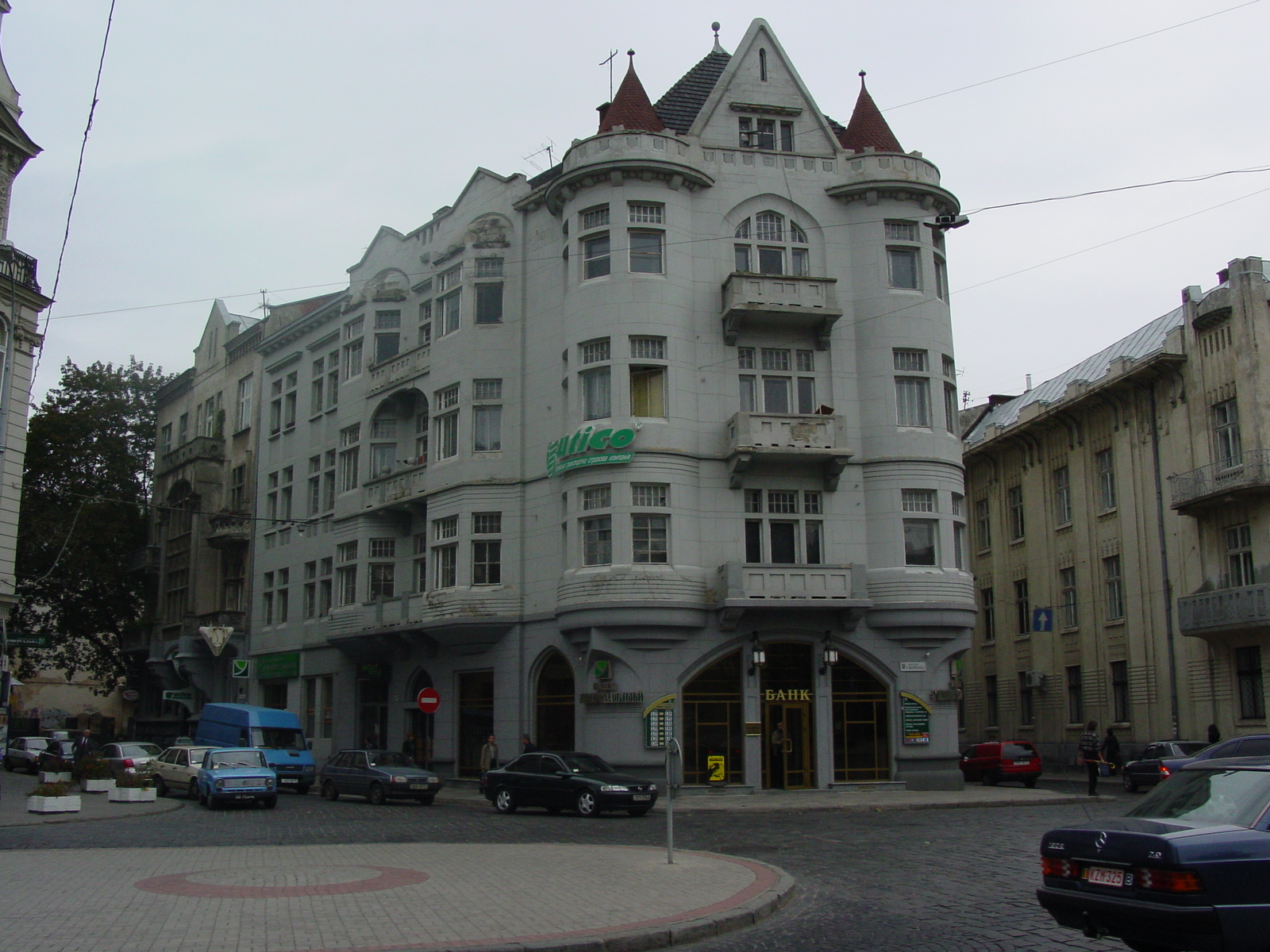
Budynek, w którym przed II wojną światową mieściła się Kawiarnia Szkocka

Grupa regularnie spotykała się w otaczających uniwersytet kawiarniach, jednak najbardziej sławnym miejscem ich spotkań była Kawiarnia Szkocka należąca do Zofii Teliczkowskiej na placu Akademickim pod numerem 9.
Zwana przez lwowskich matematyków „pokojem śniadańkowym” oferowała tradycyjne polskie dania, kawę i różnorodne alkohole. Matematycy spotykali się tam na „śniadanka” w postaci kaszanki podawanej z wódką, grali w szachy, a także rozwiązywali razem problemy matematyczne.
Dowody były spisywane na chusteczkach, serwetkach albo kredą i ołówkami na blatach stołów, co irytowało właścicielkę kawiarni. Niecodzienny sposób uprawiania matematyki wprawiał w zdumienie postronnych obserwatorów.
Atmosfera na zakrapianych spotkaniach była radosna i bardzo żartobliwa. Centrum wydarzeń był stolik Banacha, Mazura i Ulama, a zaproszenie do Kawiarni Szkockiej było traktowane jako „rytuał przejścia”, na który zasługiwali najzdolniejsi studenci, którzy uzyskali szacunek któregoś z wykładowców.

### Księga szkocka

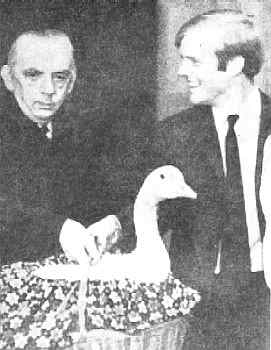
Stanisław Mazur wręczający Perowi Enflo gęś w nagrodę za rozwiązanie problemu w przestrzeni Banacha

Pewnego dnia Banach, Ulam i Mazur spędzili na kolacji i wspólnym rozwiązywaniu problemów aż 17 godzin, a rezultatem ich pracy okazało się ważne twierdzenie w ramach badań tzw. przestrzeni Banacha. Blat stolika był cały zapełniony równaniami, które następnego dnia zniknęły (najprawdopodobniej starte przez właścicielkę). Aby uniknąć utraty cennych wyników wielogodzinnych badań, żona Banacha, Łucja, przyniosła do kawiarni zeszyt z twardą okładką, który służył od tej pory za notatnik.
Zeszyt ten został nazwany Księgą szkocką, a z czasem wypełniał się setkami dowodów i problemów stawianych przez członków szkoły.
Księga zawierała problemy, za rozwiązanie których często obiecywano nagrody. Niektóre były pospolite – jak butelka wina albo obiad na koszt autora – a inne bardzo ekstrawaganckie – jak żywa gęś, którą Mazur wręczył Perowi Enflo za rozwiązanie problemu nr 153 w 1973 roku.
Księga zachowała się do naszych czasów. Wojnę przetrwała dzięki Łucji Banach, która ukryła ją i przemyciła przez granicę. W 1956 roku Steinhaus przepisał własnoręcznie całą księgę słowo po słowie i wysłał ją Ulamowi do Los Alamos. Ten przetłumaczył ją na angielski, skopiował ją w 300 egzemplarzach na własny koszt i rozesłał do rozmaitych uniwersytetów w różnych krajach. Do dzisiaj powstało wiele opracowań i monografii, które opisują szczegółowo wszystkie problemy i śledzą ich rozwiązania.

## Czołowi przedstawiciele

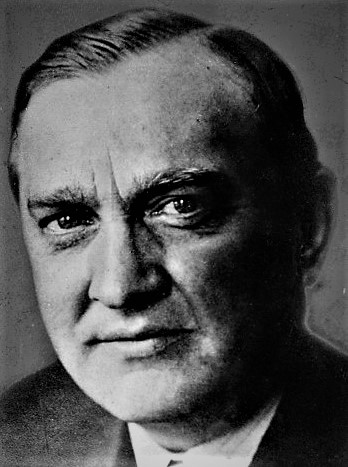
Stefan Banach

(lista w porządku alfabetycznym)
- Herman Auerbach
- Stefan Banach
- Feliks Barański
- Zygmunt Wilhelm Birnbaum
- Leon Chwistek
- Meier Eidelheit
- Władysław Hetper
- Marian Mojżesz Jacob
- Mark Kac
- Stefan Kaczmarz
- Kazimierz Kuratowski
- Antoni Łomnicki
- Stanisław Mazur
- Władysław Nikliborc
- Władysław Orlicz
- Józef Pepis
- Stanisław Ruziewicz
- Stanisław Saks
- Juliusz Paweł Schauder
- Hugo Steinhaus
- Włodzimierz Stożek
- Stanisław Ulam